# З погляду кішки
«З погляду кішки» («Z názoru kočky») — оповідання Карела Чапека, написане у 1919 році.

## Тема і проблематика твору
Назва оповідання відображає тему — уявлення про світ і сприйняття людських звичок через призму котячої натури. Чеський письменник Карел Чапек черпав натхнення для творів із власних спостережень за світом, де помічав гумор і мудрість навіть у повсякденних речах. У нього завжди були домашні улюбленці, зокрема кішки, поведінка яких надихнула його на написання твору.
Автор демонструє, як по-різному сприймають світ тварини і люди. Кішка спостерігає за людьми і бачить їхні недоліки, протиріччя і позитивні якості. Автор порушує проблему свободи: кішка, хоч і живе в будинку людей, виявляє прагнення до свободи і незалежності.
Герої твору: кішка і люди (її власники). Кішка дотепно та іронічно коментує поведінку людей. Її ставлення до світу незалежне, але водночас вона залежить від людей. У порівнянні з людьми, які часто сумніваються у своїх бажаннях і рішеннях, кішка виступає взірцем впевненості: «Кішка завжди знає, чого вона хоче, і знає, як цього досягти».
Автор іронічно розкриває людську потребу визнання та вдячності, яка часто проєктується на тварин. Кішка, на відміну від собак, демонструє незалежність, навіть коли живе поруч із людьми. Це змушує замислитись над ілюзіями: «Люди люблять уявляти, що тварини їм вдячні, але кішка — виняток. Вона нічого не винна».

## Художні особливості
Письменник часто експериментував зі стилем і формою. Він прагнув розширити межі літератури, даючи голос тим, хто зазвичай мовчить. Твір Карела Чапека «З погляду кішки» належить до жанру антропоморфної прози, де світ описується з точки зору тварини. Автор поєднує гумор, іронію та філософські роздуми про життя. Легка, іронічна манера розповіді робить оповідання цікавим і дотепним.
- Персоніфікація. Кішка отримує людські риси, її думки подані так, ніби вона здатна глибоко аналізувати.
- Символіка. Кішка символізує незалежність, спостережливість і мудрість. Через неї він міг показати контрасти між людськими уявленнями про себе та тим, як вони виглядають з боку. «Свобода для кішки — не привілей, а право». Свобода є центральною темою в творі. Для кішки вона природна й невід'ємна, тоді як люди часто розглядають її як щось особливе чи заслужене.
- Іронія і гумор. Письменник уявив, як люди можуть виглядати в очах незалежної істоти, котра не схильна сліпо підкорюватися. З гумором і доброзичливою іронією автор аналізує людські звички. Він вказує на те, що люди часто переоцінюють свою роль у стосунках із тваринами. Кішка тут виступає незалежним учасником, який встановлює власні правила взаємодії.

«Люди думають, що вони доглядають за кішкою, але це кішка дозволяє себе доглядати».
- Філософська глибина. Твір не лише розважає, але й змушує замислитися над потребою у взаєморозумінні між людьми й природою та цінністю свободи, яку кішка уособлює як найбільший скарб.

## Переклади українською
Твір переклала Євдокія Кашуба, відома своєю роботою над творами чеської літератури. Саме її переклад використовується в багатьох українських виданнях цього твору, зокрема, для навчальних програм.